# 船本洲治
船本 洲治（ふなもと しゅうじ、1945年12月23日 - 1975年6月25日）は日本の革命思想家、ノンセクト・ラジカル系極左活動家、労働運動家、暴力手配師追放釜ヶ崎共闘会議（釜共闘）幹部、トビ職、自称する職業は労務者。

## 来歴
満洲生まれ広島県出身、広島大学中退。流動的下層労働者（寄せ場の日雇い労働者）を真の革命の主体と考え、釜ヶ崎（あいりん地区）や山谷での日雇い労働者たちの労働運動を主導しようとした。船本の思想は東アジア反日武装戦線などのアナキズム系過激派に近く、悪徳手配師や劣悪な飯場に対する現場闘争や日雇い労働者による暴動の扇動など直接的な暴力を行動の主体とした。暴動を組織化して革命を導く、そのあまりに過激な思想により警察に徹底的にマークされ、1973年には証人威迫容疑、1974年にはあいりん総合センター爆破事件の容疑で指名手配を受けて地下に潜伏。1975年、皇太子明仁の海洋博訪問を控えた沖縄にて皇太子暗殺を企てるも断念し、アメリカ軍嘉手納基地ゲート前にて「皇太子訪沖反対」などを叫びつつガソリンをかぶって焼身自殺した（船本の思想に共感する者はこれを焼身決起と言う）。著名な言葉・スローガンに「だまってトイレを詰まらせろ」「やられたらやりかえせ」「黙って野たれ死ぬな」などがある。
山谷の労働運動を主導した山岡強一は『山谷-釜ヶ崎の運動における船本洲治の意義は、一言でいうと寄せ場の階級性を暴き、そこに闘争を組織しようとした点にある。-引用、山岡強一「山谷-釜ヶ崎の闘いの歴史と船本洲治」』と評価している。船本の思想は、山岡強一や礒江洋一などの寄せ場の活動家のみならず、東アジア反日武装戦線、北海道庁爆破事件の大森勝久などにも影響を与えている。名は舩本洲治と書かれることもあり、また釜ヶ崎では上田耕平と名乗り活動家仲間からは「こーちゃん」「こうちゃん」の愛称で呼ばれていた。

## 人物
船本は1968年までは広島ですごし、1968-1971年には山谷、1972-1973年は釜ヶ崎で主に活動し、1974年からは地下に潜伏し、1975年6月に焼身自殺している。
- 1945年12月、満洲国警察官[註 3]の子として生まれるが、満洲国崩壊後、父は八路軍に銃殺され、母とともに広島県呉市に引き揚げた[2]。
- 1964年広島大学理学部物理学科に入学するも大学には半年ほどしか通学せず、関西方面などに働きに出ていた。日立造船や大阪鉄鋼、神戸製鋼などに社外工として飯場から通っていたらしいが同時に酒も飲み始め、自らをアル中と呼ぶ状態になっていた。出稼ぎでまとまった金が入ると広島に戻って大学の友人と酒を飲んだり、1968年自作のビラを広島大学で撒いたり、広島学生会館の寄宿生と山谷への活動をともにし山谷では広大グループとくくられることもあり、しばらくは広島大学を拠点としている[3][4]。
- 1968年春、広島大学を除籍[5]、6-7月、広島学生会館の仲間であった鈴木国男らと三里塚闘争に参加、その帰りに山谷に寄り暴動を目撃し広島大グループとしてカンパ活動や糾弾集会などを行う、8月広島にてプロレタリア解放同盟結成、同月、船本らは再び山谷に行き山谷で活動していた梶大介らの山谷解放委員会と共闘を開始する。10月、プロレタリア解放同盟と山谷解放委員会で山谷自立合同労働組合結成、船本、鈴木は書記局員になる。この時期に鈴木、船本らが議論を重ねて発表した綱領で労働者の中に本工や職員と日雇いなど下層労働者の労働者階級内の分断を指摘し下層労働者こそもっとも労働者らしい労働者であり、下層労働者こそがもっとも革命的な階級であると規定した。ただしこの時点では船本の思想は具体的な運動論に乏しく抽象的なものであった。10月新宿騒乱に参加。11月対都庁闘争で船本ら逮捕。12月、山谷自立合同労働組合は梶派と船本ら書記局派に分裂[6][7][8]。
- 1969年、山谷自立合同労働組合内の梶派と船本ら書記局派の対立は続き、2月梶大介糾弾闘争（山谷大飯店事件）にて船本ら3人が逮捕される。山谷自立合同労働組合書記局派は組織名を全都統一合同労働組合に改変するもののしばらくは運動は低迷、8月プロレタリア解放同盟も全都統一合同労働組合も崩壊する。運動が停滞する中で船本もトビなどの日雇い労働しながら家族を持つ（船本自身によれば船本の家族は後に船本によって母子寮に放り込まれる）[9][10]。
- 1970年 東日本日雇労働組合（東日労）に加わり、東日労内部の造反派である山岡強一と知り合う[11]。山岡は山谷争議団を結成して山谷の労働運動を主導した人物で、船本思想の最大の理解者となる[12]。
- 1971年末、船本は停滞していた活動を総括する論文「自己批判と闘いの開始の意味をこめて」を書き、山谷の運動-暴動の現状を3期区分し、労働者の現実を理解しさらに次の段階、山谷暴動→山谷権力を構想した。本論文の署名は谷山・ガンとしている[13]。
- 1972年、船本の広島大学以来の同志である鈴木国男が逃走先の大阪で逮捕され精神病院に措置入院させられる。船本によれば鈴木国男は1968年から1969年まで山谷の大衆運動を主導、1970年1月暴力事件を機に精神病院に入院、退院後の1970年8月またも事件を起こし不法監禁・暴行・傷害の容疑で指名手配され釜ヶ崎に潜伏、釜ヶ崎で解放運動に取り組むも、さらに1972年1月大阪で暴力事件を起こし逮捕、東京の精神病院に措置入院となっていた。鈴木国男の置かれた状況の分析から船本は市民社会と市民社会から阻害された下層労働者を分け、自発的な狂気であろうとなかろうと下層労働者の狂気こそが現存秩序に対する反逆の企てであると考え個別S（鈴木国男）を階級矛盾階級抑圧に苦しむ下層労働者の象徴としてのSに拡大しS闘争支援共闘会議を結成し活動の拠点を釜ヶ崎に移す[14]。5月、鈴木組闘争が起きる。鈴木組闘争は釜ヶ崎を食い物にしていた暴力手配師鈴木組に対して日雇い労働者たちが立ち上がって暴動となり、あいりん総合センターを占拠、鈴木組を粉砕し血だらけになった鈴木組組長を土下座させた事件から始まる。鈴木組闘争は警察の介入を招き、悪徳手配師・暴力団・警察対日雇い労働者として一連の弾圧/闘争が始まる[15][16]。鈴木組闘争の勝利を機に船本らは6月、暴力手配師追放釜ヶ崎共闘会議（釜共闘）を結成、暴力団や悪徳手配師、劣悪な飯場経営者などとの戦いを続け、また警察の介入にたいしては釜共闘側は権力による弾圧と捉え警察とも対立していく[15][16]。鈴木組闘争ののち船本は現場闘争の重要性と「やられたらやりかえせ」のスローガンを掲げ、盛んに論文（檄文）を発表し西成署前での抗議活動などを活発化させ、暴動があれば必ず先頭に立っていたが、自身も指名手配されてしまう[17][18]。

同じ時期に山谷でも悪質業者追放現場闘争委員会（現闘委）が組織され東西の寄せ場で競うように対悪徳手配師闘争が行われる。釜ヶ崎では悪徳手配師の背後にいる暴力団とも対決している。指名手配され姿を隠しながらも船本は論文やビラ（檄文）を次々に発し11月にはビラ「黙って野たれ死ぬな」を撒く。11月関西建設闘争で釜ヶ崎の活動家33人逮捕、12月あいりん総合センターが爆破される。
- 1973年、釜共闘や現闘委による悪徳手配師や行政との闘いが続く中で、4月　船本は前年の関西建設闘争に関する証人威迫容疑でまたも指名手配され、以後は半潜伏状態を余儀なくされながらも釜ヶ崎・山谷の運動に指導的役割を果たす[21]。1973年末、北海道に潜伏[22]。
- 1974年初頭　東京を経て沖縄へ。以後沖縄を拠点とする[23]。3月、あいりん総合センター爆破事件の主犯の容疑で警察庁からも重要犯人として全国指名手配され[註 4]、これ以降は完全な潜伏活動となる[5][24]。潜伏しながらもいくつかの論文・文章を発表している。また、この時期には東アジア反日武装戦線の爆弾事件が連続している[25]。
- 1975年。5月東アジア反日武装戦線のメンバーが一斉に逮捕される（船本と東アジア反日武装戦線との関係については後述）。船本は皇太子明仁の海洋博訪問を控えた沖縄にて皇太子暗殺を企てるも単独行動となった船本にその力はなく暗殺は断念、代わりに6月25日、抗議行動として、アメリカ軍嘉手納基地ゲート前にて「海洋博反対」「皇太子訪沖反対」などを叫びつつガソリンをかぶって焼身自殺した[26][5]。元釜共闘の風間竜次は船本が単独で焼身決起しなければならなかった理由の一つに釜ヶ崎や山谷の組織が堅固なものではなかったことと、オイルショック後の不況によって従来のような日雇いの仕事が減り、寄せ場内での分断が起こっていたことなどを挙げ「地域性(特殊性)、世界性(普遍性)の思想的剥離と組織不備が船本を放置、孤立化、単身者にしてしまった。-風間竜次「決起40年記念　船本洲治」日本寄せ場学会編集『寄せ場』(27)pp.140-141」と述べている[27]。新聞には「大阪府警は船本が潜伏活動に疲れて自殺したと見ている」と書かれている[5]。7月、釜ヶ崎で船本洲治人民葬[28]。

## 名前・職業
船本洲治の名は舩本洲治と書かれることもある。船本は釜ヶ崎では上田耕平を名乗り仲間からはこうちゃん、コーちゃんと呼ばれていた。論文署名では「谷山・ガン」「桐島騎人」「現闘委関東工作隊」「釜共闘全国工作隊」「日雇い労務者・奥田一行」などの署名を使ったこともあり、またいくつかの詩作では「さとうきゅうめい」「むろたにつねお」などのペンネームを使ったこともある。自殺前日に書かれた手書きの遺書で船本自身は「船本洲治」とサインしている。
船本は労働運動や革命運動を行っていたが、生計の手段としてはトビや土工などの日雇い労働を行っていた。自己の職業については労働者ではなく、あえて“労務者”と名乗っている。権力は労務者を労働者と言い換えることで、支配の実体は変わらないのになにか変わったような気にさせる、（特に日雇いなどの）労務者を組織労働者などと同じ労働者と呼び名だけ格上げしたことで労務者にある特殊な被抑圧の実体を覆い隠そうとする意図に反対しているのである。

## 流動的下層労働者こそ真のプロレタリアートである
船本は流動的下層労働者（日雇い労働者など）こそが真のプロレタリアートであり、革命の主体であるとし、（社会党や共産党などの）社民勢力が指導する市民階層（組織労働者、本雇工など）は下層労働者との分断を呼び、その市民主義的利益追求のため日本帝国主義の「新植民地主義」をもたらすものであると主張した。
船本によると現代日本帝国主義の支配下のもと、労働者階級は組織労働者（上層、市民的、定着的）と寄せ場の労働者を代表とする未組織労働者（下層、非市民的、流動的）に分断されているとする。
流動的とは、元釜共闘の風間竜次が船本の言葉を引用しながらその考えを要約するところでは

それまで地域的、固定的にとらえられ、山谷労働者、釜ヶ崎労働者とされてきた労働者群は、資本の要請によって売られ歩く自由な賃金奴隷として大都市の一部にプールされ、そこから全国に配置、流動させられる存在としてある。資本の「発展」を保証するものとして「山谷・釜ヶ崎は姿を変え、形を変えて全国至るところに存在しており、たとえば大阪製鋼、日立造船等の大工場の周辺には必ず下請会社の看板をさげた飯場が存在し、そこに農民やら、また釜ヶ崎等の寄せ場から下層労働者がかき集められ、社外工として工場に入ったり出たりしている」そうした「流動的下層労働者こそ実体的基幹産業労働者であって、企業に利益をもたらすための餌食となっている」存在で彼らの巨大な中継地点こそ、山谷・釜ヶ崎なのだ。
—風間竜次「決起40周年記念 船本洲治」日本寄せ場学会編集『寄せ場』27号、2015年7月、p.140

現代の資本主義社会は組織労働者階級を含む市民階級を形成し、プロレタリアートの階級支配に対する欲求不満を緩和し、市民秩序を維持するために、組織労働者に家族、妻、ある程度の財産をもたせ、一人一票の選挙制度で政治に参加した気分にさせ、社員持ち株制などで資本家の気分にさせ、家や車などを与えて豊かな文化生活を送っているような気分にさせる。そして組織労働者が己が置かれた状況に満足するためにも、より不幸な人々が必要である。
しかし流動的下層労働者は組織労働者に与えられているようなものを与えられていない。流動的下層労働者の多くは家族を解体され、財産を所有していない。資本主義社会は（下層を含む）すべての労働者に市民秩序を維持できるものを与えることが出来ないのである。

何故なら、日本資本主義は大都市の一部に、資本の要請によって売られ売られ歩く「自由」な賃金奴隷を総体としてプールしておくことによって発展してきたからであり、「市民社会」の秩序とは、まさしく、これら下層労働者を搾取し、収奪しぬくことによって保証されているのである。(中略) (資本主義)制度は「家族」を通して、就職等の種々の便宜をはかり、資本家秩序にくくりつけようとする。資本家秩序に叛くものに対して、その内実はともかく、温かい団欒が、朝の暖かい味噌汁とご飯が、どんなに大切な「オアシス」であったかを思い知らせようとする。しかしその反面、制度はある階級に対して「家族」を解体させることに拍車をかける。
—船本洲治『黙って野たれ死ぬな』2018年、pp.82-86

そして

社・共(日本社会党・日本共産党)という社民が指導する帝国主義的労働運動の内実は(中略)人民に対する分断支配の一つの様式であり、支配と被支配の階級関係を転覆せんとするプロレタリアート・人民の闘争を、その自然発生性のゆえに、帝国主義市民秩序に包摂し吸収するための安全弁であること、(中略)組織労働者の帝国主義的市民主義的利益のあくなき追求は、日本帝国主義をして「新植民地主義」への傾斜をひたすら強制し、事実、そういうものとして機能してきたことである。
—船本洲治『黙って野たれ死ぬな』2018年、p.270

船本は寄せ場の労働者は既成左翼の言うところのルンペン・プロリアートではない。未組織下層労働者が階級闘争を主導するならば、それは革命闘争に転化せざるを得ないとし、

(未組織下層労働者こそ)マルクスの言う、「資本主義制度からひきおこされる諸結果に対し、部分的に対立する領域ではなく、資本主義制度の前提そのものに対し、全面的に対立する領域」現状維持ではなく現状打破以外生き残る術のない〈暴力的人間〉現体制の続く限り〈身も心も破滅する以外ない人間〉だからであり、この闘争は「ラディカルであるということは根本をつかみ取る」闘争、すなわち革命闘争以外ありえない。
—船本洲治『黙って野たれ死ぬな』2018年、pp.239-240

としている。

## 暴動論
山谷や釜ヶ崎では1960年以降暴動が頻発したが船本はそれを分析してこのように述べた。

釜ヶ崎＝山谷暴動に共通して言えることは、仲間が警官に差別的、非人間的に扱われたことに対する労働者の怒りの爆発として始まった点である。仲間がやられたことに対する、労働者個々人の日常的な屈辱感、怨念、怒りを背景とした大衆的反撃、下層労働者の階級的憎悪の集団的自己表現としての武装、これが暴動の内実である。暴動とは、日常的にやられ続けて泣寝入りさせられてきた「弱者」の「強者」たる敵＝権力に対する心底からの怨みをたたきつける闘いであり、そうであるが故に、その戦闘行為は優れてゲリラ的、非妥協的、非和解的な階級闘争である。
—船本洲治『黙って野たれ死ぬな』2018年、p.215

だがしかし、船本はその弱点として、暴動の自然発生性の故に現在は労働者叛乱から労働者権力を構築する方向性を示しえていない。であるので
『いかなる部分叛乱も、拡大、深化、普遍化への質を獲得しないかぎり、つまり組織的実践として実体化されないかぎり、限界を突破しえず後退する以外にない。ー船本洲治『黙って野たれ死ぬな』2018年、p.126』と述べている。
船本は1970年代前半までの暴動を分析して3期に分け、現在(1970年代前半)は第3期の圧力闘争の延長線上にあるが、これをやがては組織化して叛乱を権力とし、都市人民戦争へと拡大していかなければならないとする。
- 第一期は自然発生した寄せ場の暴動をいわゆる文化人が紹介した時期である。この世の中にはこんなに不幸な人がいるのだ、と市民社会に宣伝した。資本家秩序によって与えられた幸福を市民社会に自覚させるために。
- 第二期は、右翼組合主義者が[註 6]暴動を陳情に利用した。改良のアメ玉をくれないから暴動が起きるのですよ、と。
- 第三期は左翼組合主義者が暴動を圧力闘争にすりかえた。改良のアメ玉をよこさないと暴動を起こすぞ、と[40]。

山岡強一は

六八年六.一七,七.一九暴動によって、運動の力の発揮しようによっては暴動は起こせる、ということを知った以上、問題は暴動として噴出する内発の根拠を握み、そこに運動の根を下ろすことが求められる。しかし、実際はそうは展開せず、暴動を圧力闘争にすり替えた行政改良要求闘争が旧来より戦闘的になったにすぎなかった。
内発の根拠とは資本と対決する現場を闘争の場として組織することで、労働現場であり、その現場への動員のされ方である。ところが、山谷労働者は日々雇用され、その都度解雇される雇用形態、更に就労も職安または手配師による路上求人と一定せず多岐にわたるため、工場労働者のようにはいかない。そこで、労働行政や福祉行政の政策を持ち出すのが手っ取り早いということになる。政策との対決が邪道だということではなく、資本が自らの矛盾として生み出した過剰労働力を、資本の生産活動の安全弁として利用するということにこそ、運命の出発点があるのだから、資本との直接対決がまず第一の課題とならなければならない。第三期の運動はそのことを自覚するようになる。そしてそれを最も自覚的に追求したのが釜共闘であり、現闘委であった。船本は、この第三期から更に一歩前進するために、三期区分の総括を出した。
—山岡強一「山谷ー釜ヶ崎の闘いの歴史と船本洲治」れんが書房新社発行『黙って野たれ死ぬな』、1985年、p.272

と述べている。
船本は

そして現在、山谷・釜ヶ崎の情況は、この第三期の運動の延長であり、これは次の新しい運動を準備している。それは、結果的には暴動を準備しておきながら暴動が起るたびに動揺し、分解する組合運動とは異質な、叛乱を追求し、叛乱を貫徹し、叛乱を権力にまで高めようとする、非日常を日常化しようとする潮流である、まさしく意識分子の大衆運動が大衆暴動と合体しさらに大衆暴動が都市人民戦争として拡大・深化する建党・建軍の運動である。それは〈あるべきところ〉の軍事からではなく〈現にあるところ〉の具体的実践の試行錯誤の教訓から生まれるであろう。
—船本洲治『黙って野たれ死ぬな』2018年、p.127

としている。つまり暴動をブルジョアジーとの取引の道具ではなく、自ら権力を握るためのものとしなければならないとする。
山岡強一は船本の暴動論を総括し解説している

まず第一に、自然発生性と意識性との鋭い緊張において把握されている点である。自然発生性を闘いの原動力として組織しようとするものでないなら、外部からの意識性は大衆の内発性にとって阻害物であるばかりか、他力本願に陥し入れ、自らの勝利への確信を奪うことになる。そして、何よりも、階級とは自らの根拠の対象化のもとに、他の利害との緊張の中に獲得される全体であり、ここに彼の最も秀れた点がある。第二に、(中略)暴動を一過性の騒ぎとして無視することも一揆主義として非難する立場も受け入れず、やむにやまれず差別・抑圧のなかから立ち上がる者が最後まで闘い切る指導部を未だ持たない時、それは暴動といわれるのであって、そこには極限を生きる者の意志があり、たとえ蹴散らされることがわかっていても決起自体に希望を託す不屈の魂と切なさを見ていたことである。そして、彼はそこに強固な中核を組織することが求められていると提起した。
—山岡強一「山谷ー釜ヶ崎の闘いの歴史と船本洲治」れんが書房新社発行『黙って野たれ死ぬな』、1985年、p.272

## 黙ってトイレをつまらせろ
船本は労働者の階級闘争を3つの領域、すなわち合法闘争領域、半合法領域、非合法領域に分けたが、「黙ってトイレをつまらせろ」とはその思想性の違いについて説明するためのたとえ話である。
とある事業所で経営者がケチってトイレにトイレットペーパー（ちり紙）を置かなかったとする。労働者がこれに対応する方法として考えられるのは
(1)組合など代表者を通してトイレットペーパーを置くように会社と交渉する。
(2)上司を吊るし上げるなどして実力闘争でトイレットペーパーを置かせる。
普通はこのあたりであろう。しかし船本はここで
(3)黙って新聞紙など硬い紙をあえて流し、トイレを詰まらせろ。
と第三の方法を提示した。船本はこれが弱者のもっともラディカルな革命的な闘争であると主張した。
船本はこれを解説して

(1)は現実の階級支配を認め、自己を「弱者」として固定し、敵を対等以上の交渉相手として設定し、自己の存在を敵に知らせ、陳情する。
(2)は、現実の階級支配にいきどおり、自己を「強者」として示し、敵を対等以下の交渉相手として設定し、自己の存在を半分知らせ、実力で要求を呑ませる。
(3)は、現実の階級支配を恨み、自己を徹底した「弱者」として設定し、したがって自己の存在を敵に知らせず、かつ敵を交渉相手として認めず、隠花植物の如く恨みを食って生きる。結果的には会社側はトイレの修理費が馬鹿にならぬのでチリ紙を完備するであろうが、(3)の思想性は(1)や(2)と比較して異質である。第一に「弱者」としての自己に徹底していること、第二にそれゆえ敵に自己の存在を知らせず、ただ事実行為によってのみその存在を示していること、第三に敵を交渉相手として設定しないために、この闘争は必然的に最初からプロレタリア権力として宣言していることである。
—船本洲治「現闘委の任務を立派に遂行するために」株式会社共和国発行『黙って野たれ死ぬな』2018年、pp.209-210

船本はさらにもう一つの例示をしている。ある鋳物工場では作業に手袋が必須だが真面目に手を抜かずに働くと3日で手袋に穴が空いてしまう、しかし会社側は5日に1組しか手袋を支給しないとしよう。組織労働者であれば会社にもっと頻繁に手袋を支給しろと要求するであろうが、船本は「それなら手袋が5日もつ程度にしか働くな」とサボタージュすることを推奨した。
船本は講演にて「黙ってトイレをつまらせろ」の例やサボタージュについて、本工（組合労働者）と社外工（日雇い労働者）の闘争の違いを述べる中で

闘いのやり方というのはぜんぜん違うんです。要求を出さないほうがはるかに革命的だと思うんです。(中略)ストライキなんかよりはるかにサボタージュなんかのほうがね、革命的なんちゃうかなという感じがするんですわ。そいでその組合なんか僕はいらない。組合なんか作ったら、あんた、資本家にもっともっと巧妙にさぁ、搾取されてね、いつの間にかしらんうちに廃人にされちまう。で、組合なんかつくらんでね、仲間でできるんちゃうか、釜共の運動というのは、だいたいそんなふうなゲリラ的な現場闘争で、大衆運動だったんです。
—船本洲治「現闘委の任務を立派に遂行するために」株式会社共和国発行『黙って野たれ死ぬな』2018年、pp.47-48

と述べ、弱者がなにができるか、その状況を帝国主義との闘いの武器に転化すること、それなしで分断支配を乗り越えられないし革命闘争の勝利もないと考え、
船本は遺書のなかでも

武装闘争を成功させる秘訣は黙ってやること、わからぬようにやること、声明も出さぬこと。エセ武闘家に嫌疑がかかるようにやること。独立した戦闘グループが相互に接触を持たず自立してやること、民衆に理解できるようにやること、公然活動領域と接触せず事実行為で連帯すること。
—船本洲治「世界反革命勢力の後方を世界革命戦争の前線に転化せよ」株式会社共和国発行『黙って野たれ死ぬな』2018年、p.290

と述べている。
神戸大学の原口剛は船本の言葉を引用しながら以下のように解説している。

だがそれは「弱者」が「強者」になることを意味してはならない、なぜなら『「弱者」であるワシらのもろい側面の一つは、「弱者」であるワシらがもっと弱い立場にある「弱者」をいじめることによって「強者」からの抑圧を解消しようとすることである。関東大震災の朝鮮人虐殺や南京の大虐殺を見よ。-船本2018p.235』「弱者」が「強者」になることで自己の状況を打破しようとすること、それゆえ互いに争い合うこと、仲間内からさらなる「弱者」を生み出すこと。それこそが、資本と国家による分断支配のからくりであった。とすれば、この支配のくびきから逃れる方途は、「弱者」としての存在を徹底することである。船本はその戦術を「ひらきなおる戦略」という言葉で表現する。
—原口剛「解放の思想と実践」株式会社共和国発行『黙って野たれ死ぬな』2018年、pp.30-31

## やられたらやりかえせ
やられたらやり返せは暴動の力学を捉えた言葉であり、現場闘争のスローガンであると原口剛はする。釜ヶ崎の第一次暴動は一人の労働者が警察に差別的な仕打ちを受け、それは単に彼一人のみならずわれわれ下級労働者全体に向けられたものであると認識した釜ヶ崎労働者たちの怒りが爆発したものである。
労働者が一人で資本や権力と闘うことなどできない。船本は

(一緒に酒を飲んだり愚痴を言い合ったりする)単なる仲間から闘う仲間へと飛躍するのは、まず第一に、共通の敵に対して闘うこと、第二に、仲間の一人でもやられたらやり返すこと、何ヶ月、何年かかろうとも必ず報復すること、ここからしか実現しない。仲間の一人でも手配師に殴られたり殺されたりしたら、そこに自分の運命をみること、他人ごとではなく、自分にかけられた攻撃であると認識せよ。何故なら、みんな同じ抑圧と屈辱の情況を生きているのだから。(中略)、一人で闘える闘争などどこにもない。報復の方法もまた、大衆的に粉砕できる方法を考えなければならない。
—船本洲治「持久戦を
闘いぬく組織を確立するために」株式会社共和国発行『黙って野たれ死ぬな』2018年、pp.152-153

とした。現場闘争での具体的なやり返し方は様々ある、船本はサボタージュがもっとも革命的な闘い方だとするが、ただしそれぞれ様々な情況があり、闘い方も情況に合わせるべきであり、目的は仲間を結集し、闘う仲間を作り出すことであると主張した。
船本は階級闘争には必ず3つの傾向、すなわち合法闘争、半合法闘争、非合法闘争の領域であり、これらが普通、運動体の中に混在し、緊張とダイナミズムを与えているとする。
現場闘争における「やり返し方」についても同様で
(1)合法闘争-組合闘争　ブルジョアジーが組合に与えた諸権利（それは権力による分断支配の方策である）、法のタテマエをもって逆に敵を分断させる方法である。組合が行政を突き上げることで法のタテマエにより悪質な元請けから更に下請けに圧力を加えようとする。ただし法のタテマエをもって闘う以上、「物を勝ち取ってくれる」以上の働きは出来ず、組合は暴力闘争のための組織ではないので、それを理解した上で敵に対する総力戦の中に組み込んで行かなければならない。
(2)半合法闘争　組合闘争が社会秩序から脱せられないのに対し、釜共闘や現闘委などの明確な組織形態を持たない半公然体の闘争原理は大衆の現状打破への暴力性、叛乱的気分に依拠し、合法/非合法の狭間の闘い故に群衆戦、防衛戦には強い。ただし権力への攻撃に関しては限定的である。釜共闘や現闘委などが組織性を持てば持つほど組合な側面が強まっていく。
(3)非合法闘争。その「やり返し方」は攻撃戦であり遊撃戦である。それは大衆闘争のために闘いながら、大衆とは区別された目的意識的戦闘細胞による闘争で、その細胞たちの団結も革命への献身的な戦士的団結である。そして

(目的意識的戦闘細胞による)この闘争は、少数派の闘争であるが故に他の二つの領域を軍事の側にひっぱっていく、あるいは他の二つの領域を納得させ、支援させるほどの普遍的道理がなければならず、ただ事実行為のみがこの闘争の存在を知る術であり、ただその事実行為に普遍的道理が付与されることによってのみ、この闘争が普遍化され、三つの運動領域が帝国主義に対する総力戦として有機的に結合しうる環となるのである。船本洲治「現闘委の任務を立派に遂行するために」株式会社共和国発行『黙って野たれ死ぬな』2018年、p.208

と説明している。
船本は下層労働者の世界はより強いものが弱いものを暴力で従わせる日常的内ゲバ情況であるとする。資本制度にとって下層労働者の内ゲバ情況はむしろ好ましいものである。なぜなら支配の鉄則は「分断して支配せよ」であるから。原口はやらせたらやりかえせという考え方は内ゲバ情況を外ゲバ・解放の力へと転化し、力を爆発させ、支配のからくりを打ち破るものであり、山谷や釜ヶ崎の暴動はまさにその最たるものだったとし『暴動とは、労働者たちがひとつの階級としてみずからを組織化する瞬間だったのである』と述べている。
原口は『それを船本は「やられたらやりかえせ」という言葉へと結晶させたのであるー原口剛「船本洲治　解放の思想と実践」株式会社共和国発行『黙って野たれ死ぬな』2018年、pp.26-27』と述べている。

## 黙って野たれ死ぬな
「やられたらやり返せ」が現場闘争のスローガンであるのに対し、「黙って野たれ死ぬな」は越冬闘争のスローガンである。
寄せ場では、特に正月を代表するように冬には仕事がなくなり、しかしアオカン（路上や公園での寝泊まり）も難しくなる。寄せ場の冬とは日本資本主義の構造的矛盾の季節的表現であり、下層労働者の悲惨、困窮、圧迫が集中することであり、（歳を取ったり病気になったりして）不要となった労働力が野たれ死んでいくということである。若く健康なときにはあった仕事も老いていくとなくなってしまう。黙っていれば、野たれ死ぬのが下層労働者の未来なのである。

現場闘争の中から生み出された戦闘的青年労働者の組織釜共闘が、ただ単に青年労働者の利益のために闘うだけではなく、資本によって労働力商品としての価値を否定された病人、老人、(中略)アル中たちを引き受けようとしたこと、否、彼らが参加できる形で共に闘おうとしたこと、そして、敵と対決し、打ち勝つために衣食住総体の労働者階級の問題を解決しようとしたこと、これが越冬闘争の意味である。労働者が革命を起すということは、生産手段を労働者がわがものとし、衣食住の問題を自分の階級で解決することに他ならない。
—船本洲治『黙って野たれ死ぬな』2018年、p.179

越冬闘争のスローガンには加えて「生きて奴等に仕返ししよう」「仲間たちのなかから一人の死者も出さない」というスローガン・決意がふくまれている。
「生きて奴等に仕返ししよう」には資本への敵対性が、「仲間たちのなかから一人の死者も出さない」には階級の連帯意識が存在する。「やられたらやり返せ」の中にあった流動的労働市場での「下層労働者の連帯」と「資本階級との対決」の意識が「黙って野たれ死ぬな」のスローガンではさらに範囲を広げて生存闘争の領域へと拡張している。船本は「越冬は俺たちにとって不退転の闘いである。」と言い、夏にはチヤホヤしながら冬には知らん顔をし、若いときにはチヤホヤするが年を取ったり病気になったりしたら野たれ死んでも構わないという資本階層の要望を聞くわけにはいかないとし、

俺たちは仲間たちの中から一人の死者も出さない、という決意の下に越冬に取り組む。(中略)この俺たちのささやかな越冬のの要求すら妨害し、あくまで飢えて死ね、とイチャモンを付けてくる連中に対して、俺たちはあらゆる手段を用いて闘わなければならない。
—船本洲治『黙って野たれ死ぬな』2018年、p.175

と宣言している。
原口は、越冬闘争では冬を生き延びること、それ自体が闘争であり労働運動の枠を超えた未踏の闘争領域である。と解説している。

## 日本帝国主義によるアジア人民からの収奪、新植民地主義との闘い
戦前においては日本の若く健康な者の多くは軍隊に徴用され、肉体労働が必須となる（建築土木や運輸、港湾、炭鉱、造船や鉄鋼などの）基幹産業において日本資本主義は不足していた労働力を朝鮮・中国から強制連行して賄ってきた。強制連行してきた労務者はタコ部屋に押し込められて、帝国主義にとって「死んだって構わない。代わりはいくらでも強制連行してくれば良い」存在で、船本は強制徴用労務者の中に労務者としての普遍的な運命を見るとしている。
第二次大戦後には朝鮮・中国から労務者を強制連行できなくなったので、解体された農村や漁村、廃坑となった炭鉱や鉱山、被差別部落や在日朝鮮人、アイヌさらには沖縄を流動的下層労働者の生産工場とし、流動的下層労働者を国内植民地としてきたと主張する。資本主義にとって必要なときにのみ必要なだけ安く使える流動的下層労働者こそ企業に利潤をもたらすための餌食となる存在で、歳を取ったり病気になったりして働けなくなったら野たれ死んでも構わない存在であると考えた。
したがって流動的下層労働者たちはアイヌ下層人民や部落下層人民、在日朝鮮下層人民、沖縄の下層人民と連帯しなければならないと船本は説いた。

## 左翼諸派に対する船本の評価
船本は革命は世界革命の過程としてのみあり、一国の革命行為は世界革命のシンフォニーであり、世界政治から解放された一国革命はありえず、世界革命は一国革命の総和ではないとする。したがって（一国革命主義に陥った）ソビエト連邦は反革命に転落していると述べている。
日本国内においては日本社会党や日本共産党を「社民」勢力とくくり、社民が指導する組織労働者による労働運動は（組織労働者、本雇工などの）市民階層の帝国主義的市民主義的利益のために、未組織下層労働者との分断を呼び、その内実はブルジョアジーによる分断支配統治の一つの様式であり、階級闘争を議会内取引・国会内茶番劇に収束させていると述べている。社民による市民社会の秩序は外ではアジア人民からの搾取、内では下層労働者から搾取することで保証されていると述べている。船本は1970年代の革新勢力とされている美濃部都政や京都市政は山谷・釜ヶ崎の下層労働者との対話にも応じなかったと非難している。
新左翼諸派、とりわけ大組織の組織労働者に拠点を置こうとする傾向が強い革マル派に対して船本は社民の卵であると非難し、帝国主義の補完物ー左のポーズを取っているがゆえにもっとタチが悪いーとさえ言っている。
新聞報道では船本は赤軍派との関係を指摘されているが、船本は赤軍派について「マンツーマンで尾行され、24時間監視されている武闘派とは一体何者なのだろう」「白色政治支配下で赤軍派が公然と赤軍派を名乗ること自体が、すでに自己矛盾であり、主観主義である」とし、赤軍派の役割は権力の目を引きつけ、真の武闘派を権力から守るカモフラージュであるなどと述べている。
左翼諸派のなかで唯一東アジア反日武装戦線に対してのみ船本は否定的な発言をしていない。

## 東アジア反日武装戦線との関係
船本は遺書の中で東アジア反日武装戦線について「その爆弾闘争こそが東アジアの明日を動かす闘争であるとアジア人民に示している。」と述べ、その闘争が更に持続し拡大していくことを期待している。新聞報道では東アジア反日武装戦線“さそり”グループの黒川芳正は船本と複数回会ったことを認めており、さらに、”狼”グループの佐々木規夫とも知り合っており、さらに朝日新聞では船本は“狼”グループの大道寺将司や“大地の牙"グループの齋藤和とも面識があった可能性を報じられている。北海道庁爆破事件の大森勝久も東アジア反日武装戦線を名乗ったが、大森も船本と面識があり影響を受けたとされる。東アジア反日武装戦線が作成した爆弾教本腹腹時計の序文は船本思想を反映したものだとされている。船本が主犯とされたあいりん総合センター爆破事件では、使われた容器は東アジア反日武装戦線が使ったものと同じメーカーのもので薬品も類似しているが、船本自身は容疑は警察のでっちあげであると主張している。
東アジア反日武装戦線のメンバー達も船本を高く評価し、東京拘置所で逮捕直後に自殺した齋藤和と船本の頭文字をとった“東アジア反日武装戦線KF部隊”を結成、浴田由紀子、大道寺あや子、協力者のA子を中心とした激しい獄中闘争を行った。

## 影響と言及
船本の死後も山谷で労働闘争を主導した山谷争議団の指導方針は船本思想を抜きには語れない。朝日新聞政治部次長の高橋純子は2016年朝日新聞のコラムで船本の「だまってトイレを詰まらせろ」の主張をとりあげている。ただし高橋は舩本思想の大本はわからないがきらめく何かを感受してしまったと書いている。アナキズム研究家の栗原康はその著作のなかで船本についてとりあげ、船本の根底はごく一部のものを差別的に扱い搾取し、にも関わらず貧困の原因を貧困者自身の責任論とする「市民社会・市民秩序」の解体を呼びかけているものであると要約している。

## 著作
- 船本洲治、船本洲治遺稿集刊行会『黙って野たれ死ぬな　―船本洲治遺稿集―』共和国、2018年。ISBN 978-4907986469。

### 註釈
1. ↑  実際に船本は東アジア反日武装戦線の活動家との交流を持ち、東アジア反日武装戦線は船本の影響をうけている。船本も東アジア反日武装戦線の活動を高く評価している。-読売新聞昭和50年6月27日p.23、読売新聞夕刊51年9月28日夕刊p.11、読売新聞昭和54年8月21日p.23、船本洲治『黙って野たれ死ぬな』株式会社共和国、2018年、p.290「船本遺書」
2. ↑  磯江洋一は1979年に山谷マンモス交番巡査刺殺事件を起こした活動家。　-文春オンライン・牧村康生「やられたらやり返せ！」ドヤ街・山谷に棲む人々はなぜヤクザに抗争を仕掛けたのか2021年10月9日閲覧
3. ↑  船本洲治の父は日本の貧農の三男に生まれ満洲に渡って警察官となった日本人である。船本の父は日本の敗戦後、八路軍に銃殺される際に天皇陛下万歳と叫んだとのこと。船本は自分の父を満洲人を抑圧した日本帝国主義の犬と呼び、その父に付けられた自分の名を呪われていると書いている。-船本洲治『黙って野たれ死ぬな』共和国、2018年、pp.237-238
4. ↑  船本自身やその仲間たちはそれらの容疑は警察のでっち上げだと主張している。あいりん総合センター爆破事件で船本の共犯とされた者は1983年無罪判決が確定している。-船本洲治『黙って野たれ死ぬな』れんが書房新社、1985年、pp.163-174,256,304,305
5. ↑  自分以外の労働者に対しては文脈上必要な場合以外は労働者としている。-船本洲治『黙って野たれ死ぬな』株式会社共和国発行、2018年、全ページ
6. ↑  船本は右翼組合主義者と書いているが世間一般の考える右翼ではなく、船本らと対立した山谷の労働組合主義者である。－山岡強一「山谷ー釜ヶ崎の闘いの歴史と船本洲治」れんが書房新社発行『黙って野たれ死ぬな』、1985年、p.270